# والتر کرایسلر
والتر کرایسلر (به انگلیسی: Walter Chrysler) (زاده ۲ آوریل ۱۸۷۵ - درگذشت ۱۸ اوت ۱۹۴۰) صنعتگر، کارآفرین و مکانیک آمریکایی فعال در صنعت خودروسازی بود. وی در سال ۱۹۲۵ شرکت خودروسازی کرایسلر را، تأسیس کرد.